# Trollius komarovii
Trollius komarovii är en ranunkelväxtart som beskrevs av Pakhomova. Trollius komarovii ingår i släktet smörbollssläktet, och familjen ranunkelväxter. Inga underarter finns listade i Catalogue of Life.